# SP-350

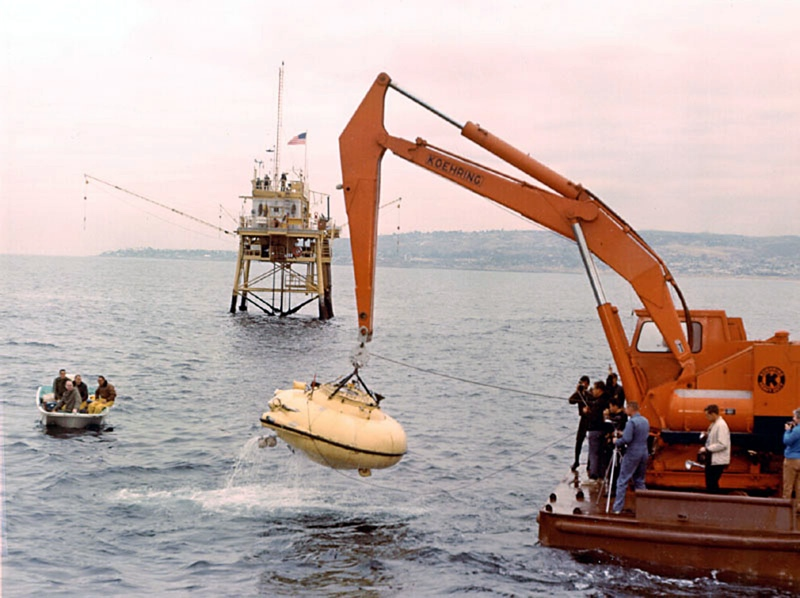
回収の様子

SP-350 Denise,は"潜水円盤" (Soucoupe plongeante)として有名な小型の2人乗りの潜水艇で最大潜水深度は400mである。ジャック＝イヴ・クストーによって出資されフランス海洋研究所の技術者であるJean Mollardによって設計された。1959年にカリプソ号に搭載され、1996年に同船が沈没するまで運用された。
電気式ウォータージェット推進で推進も旋回も行う。どちらの乗員でも操縦できる。ウォータージェット推進を使用することにより、従来のスクリューがからまったり破損する可能性のある海草や珊瑚礁のある海域でも潜水して接近できる。しかし、ウォータージェットの推進効率は従来のスクリューよりも低く、活動範囲は少なくならざるを得ない。
耐圧殻の上部の出入り口から出入りしてマットレス上にうつ伏せで左右に並んだ状態で運転する。128mmの窓が3つあり、ハッチは15,75 inである。4時間潜水できる。(最大24時間) SP-350は1-2 HPの遠心ポンプを動力としており270度回転できる2基のジェットで機動を制御する。浮力制御は内蔵された55ltのバラストタンクと水銀トリムシステムで行う。非常時には300ポンドの水銀と400ポンドのバラストを投棄する。
観測窓から外部の景色を見ることが出来る。電気照明により太陽の光の届かない深度でも観察したり写真をとることが出来る。
前方に設置された電気式のマニピュレーターで試料を採取できる。
厚さ10,75 in (19 mm)の軟鋼の耐圧殻は扁球状で直径が2mと全高が1.43mで深度900m付近に相当する1cm2あたり90kgの圧力に耐えることが想定されているが、安全上300mを超えて潜水する事は出来ない。
電力は6台の鉛蓄電池(それぞれ105 amp/hr)から供給される。
SP350は潜水時に浮力を打ち消す為にバラストを積んで沈降し、緊急時には投棄できる。水銀バラストを移動する事により姿勢を変える。
100m未満の深度では緊急時に乗員は上部のハッチから脱出する。
投入と回収は母船であるカリプソ号に搭載されたクレーンで行う。DeniseにはSP-500またはPucesと呼ばれる500mまで潜水可能な姉妹機があった。

## 主な歴史
ウエスチングハウスによって海洋研究所(Office Francais de Recherches Sous-Marine)とジャック＝イヴ・クストーの為に建造された。最初の設計は1955年に出来、耐圧殻(SP-300)の試験は1957年に行われたが、ロープが切れて3280ft (1000m)に沈没した。この損失の後、2番目の耐圧殻が建造された。(後にSP-350 又は Deniseと命名)
SP-350の最初の試験は1959年に行われ1960年に最初の試験運用が始まった。1959年から1970年まで約750回(2000時間)潜水した。
1976年、ブリタニック号の最初の調査の時にクストーはSP-350を残骸の調査に使用した。それには沈没した客船を見る為に特別な乗客も乗った。:William Tantum (タイタニック歴史学会の会長), Sheila Macbeth Mitchell (船の看護士だった人物)と Mikis Theodorakis (有名なギリシャの作曲家)である。